# Wye River (plantation)
Pour l'accord israélo-palestinien de 1998, voir mémorandum de Wye River.
Pour la localité australienne, voir Wye River.
Wye River est une ancienne plantation du Maryland, transformée en centre de conférences par l'institut Aspen, et où se sont tenues les négociations de l'accord israélo-palestinien de 1998 dit « mémorandum de Wye River ».

## Géographie
Le site domine la rivière de même nom (en) qui se jette dans la baie de Chesapeake. 

## Histoire
La plantation de Wye River est au XVIIIe siècle la résidence de William Paca, troisième gouverneur du Maryland et signataire de la déclaration d'indépendance des États-Unis pour le Maryland. Le bâtiment construit en 1765 et rénové en 1790 (Wye Hall), est détruit par un incendie en 1879[réf. souhaitée].
| Année | Nombre |
| ----- | ------ |
| 1800  | 117    |
| 1810  | 100    |
| 1820  | 170    |
| 1840  | 147    |
| 1860  | 172    |

En 1936, l'homme d'affaires William Stillwell construit sur l'emprise de l'ancienne plantation une maison de style georgien appelée Wye Hall qui sera inscrite en 2015 au registre national des lieux historiques.
En 1979, Arthur A. Houghton Jr. (en) et sa femme Nina Rodale Houghton, donnent à l'institut Aspen une maison appelée Hougton House et un vaste terrain provenant de l'ancienne plantation.
C'est sur ce campus, appelé Wye River Conference Center par l'institut Aspen, que le premier ministre israélien Benyamin Netanyahou, le président de l'Autorité palestinienne Yasser Arafat et le président américain Bill Clinton négocient le mémorandum de Wye River conclu sur place le 23 octobre 1998,.
En 2000, le campus fait à nouveau l'actualité lorsque le jeune Elián González fait un court séjour à Wye River avec son père dans l'attente d'une décision de justice.